# 天命 (無綫電視劇)
《天命》（英語：Succession War）是香港電視廣播有限公司拍攝製作的清裝宮廷電視劇；由陳展鵬、唐詩詠及譚俊彥領銜主演，並由陳山聰、李施嬅、姚子羚、陳自瑤、何廣沛及何雁詩聯合演出。編審葉天成、林麗媚，監製莊偉建。
故事以清朝嘉慶年間為背景，采用實時拍攝方式，將自嘉慶三年除夕開始至和珅被賜死前的二十八日，以每集為一日的形式，將權臣和珅與嘉慶帝鬥爭的心路歷程呈獻出來。
此劇為2017年香港國際影視展16部推介劇集之一、2018無綫節目巡禮13部劇集之一、2018年香港國際影視展17部推介劇集之一及2018年TVB Amazing Summer推介劇集之一。

## 故事大綱
和珅（陳展鵬飾）相中皇子顒琰（譚俊彥飾）為皇帝。乾隆駕崩後，嘉慶帝說服和珅兒子豐紳殷德（何廣沛飾）以及心腹福長安（陳山聰飾）倒戈，意圖殲滅和珅及其黨羽。然而和珅早有對策，不但化解嘉慶攻擊；更反客為主，揭出諴妃（陳自瑤飾）秘密，令嘉慶腹背受敵！
和珅的紅顏知己豆蔻（唐詩詠飾）和二夫人長媚（姚子羚飾）亦分頭行事，令嘉慶親弟永璘（張頴康飾）與之反目成仇，而白蓮教教主王聰兒（趙希洛飾）也在江湖上興風作浪，令嘉慶陷入絕境。豈料天命難違……

## 播出時間
| 频道                    | 所在地   | 播映日期       | 播出時間                  | 备注       |
| ----------------------- | -------- | -------------- | ------------------------- | ---------- |
| 翡翠台                  | 香港     | 2018年6月25日  | 逢星期一至五 21:30 -22:30 |            |
| TVB Anywhere            | 澳門     | 2018年6月25日  | 逢星期一至五 21:30 -22:30 |            |
| Astro AOD、Astro AOD HD | 马来西亚 | 2018年6月25日  | 逢星期一至五 21:30 -22:30 |            |
| SCTV9                   | 越南     | 2018年6月25日  | 逢星期一至五 20:00 -21:00 |            |
| 八大第一台              | 臺灣     | 2019年4月7日   | 每週六日22:00             |            |
| 八度空间                | 马来西亚 | 2020年10月24日 | 星期六至日 19:00 - 20:00  | 由美禄赞助 |

## 演員表

### 大清皇族
| 演員   | 角色          | 暱稱／關係 |
| 梁舜燕 | 鈕祜祿氏      | 熹妃→熹贵妃→崇慶皇太后 84歲去世 雍正帝之貴妃 乾隆帝之母 永璇、永瑆、固倫和靜公主、嘉慶帝、福長安、永璘、雙雙之祖母 於第3集在乾隆帝回憶中出現（乾隆四十一年），並於回憶中去世（乾隆四十二年） |
| 張國強 | 愛新覺羅·弘曆 | 乾隆帝→太上皇 87歲 雍正帝與崇慶皇太后之子 穎貴太妃之夫 永璇、永瑆、固倫和靜公主、嘉慶帝、福長安、永璘、雙雙之皇阿瑪 綿寧、福恩之皇瑪法 和珅之上司（兼親家父），並寵信和珅 拉旺多爾濟之堂姐夫兼岳父 豐紳殷德之岳父 于第2集中毒（被嘉慶毒害） 於第3集要剷除和珅，卻因為想起與和珅的種種回憶，最終放過和珅 於第4集毒发身亡 要鈕祜祿·鈴兒隱瞞喜塔臘·淑容私通之事 |
| 盧宛茵 | 巴林氏        | 颖贵妃→穎貴太妃 68歲 蒙古人 乾隆帝之貴妃 永璘之養母兼庶母，視如己出，並為其盤算籌謀，企圖擁立之為帝 拉旺多爾濟之堂姐 固倫和靜公主之庶母兼堂姑奶 嘉慶帝之庶母 永璇、永瑆、福長安、雙雙之掛名母親 錦寧之庶嫲嫲 德恩之继外婆 曾在第3集乾隆回憶中出現（乾隆四十二年），於第4集正式登場 于第7集以小太監協助和珅把其官員名冊偷天換日 與和珅勾結，實各懷鬼胎 於第19集欲毒殺和珅，結果毒死替身 於第22集因為被栽贓毒死綿寧而被嘉慶趕到廟裡修行 於第25集因為諴妃求情回宮 於第27集自殺身亡，死前寫下遺書，令永璘發現嘉慶帝的真面目 |
| 余子明 | 愛新覺羅·弘曉 | 怡親王、三竿居士 鐵帽子王 77歲 喜歡遊山玩水、雖遠離朝政但具有一定影響力 乾隆帝之堂弟 永璇、永瑆、固倫和靜公主、嘉慶帝、福長安、永璘、雙雙之堂叔 綿寧之堂叔公 |
| 曾偉權 | 愛新覺羅·永璇 | 儀親王、八皇爺 本劇小反派 53歲 乾隆帝之八子 淑嘉皇貴妃之子 永璇、永瑆、固倫和靜公主、嘉慶帝、福長安、永璘、雙雙同父異母之兄 受嘉慶之命假意與和珅勾結謀反 前鋒營統領 於第11集被嘉慶誣賴人蔘弒父 於第17集受和珅唆擺欲刺殺嘉慶失敗，後自盡 |
| 杜大偉 | 愛新覺羅·永瑆 | 成親王、十一皇爺 本劇小反派 47歲 乾隆帝之十一子 淑嘉皇貴妃之子 永璇之胞弟 颙琰、永璘、固倫和靜公主、雙雙同父異母之兄 漕幫幫主 喜好觀星象、占卜之術 於第24集為自保而誣陷青運堂堂主古川與和珅勾結，並在永琰前刺殺古川 於第26集企圖射殺嘉慶，但反被嘉慶殺死 |
| 林 蔓  | 固倫和靜公主  | 固倫和靜公主、七公主 乾隆帝之七女 拉旺多尔济之妻 嘉慶帝、永璘之胞姐 永璇、永瑆同父異母之妹 固倫和孝公主同父異母之姐 孝儀純皇后之女 穎貴太妃之继女兼堂弟婦 已去世 第五集中，出現於拉旺多爾濟回憶中 |
| 譚俊彥 | 愛新覺羅·顒琰 | 嘉慶帝 本劇亦忠亦邪反派 嘉親王→皇太子→皇帝 40歲 乾隆帝之十五子 永璇、永瑆同父異母之弟 固倫和靜公主之胞弟 永璘之胞兄、生母為孝儀純皇后 雙雙同父異母之兄 喜塔臘氏、鈴兒、諴妃、華妃、如嬪、惠嬪、恩嬪、雲貴人之夫，深爱皇贵妃铃儿 綿寧之父 和珅之天敵，與其互相鬥爭 |
| 沈卓盈 | 喜塔臘·淑容   | 孝淑皇后 嘉親王嫡福晉→皇后 死時36歲 嘉慶帝之髮妻 綿寧之亡母 已去世 與鈕祜祿·鈴兒情同姊妹 與「安」私通，被太上皇得悉，挾持鈕祜祿·鈴兒時被太上皇掌掴失平行撞跌燈枱，導致乾清宮大火。撲火時不慎撞跌書櫃並壓在己身，困於火場。鈕祜祿·鈴兒嘗試救之，但被太上皇拉住阻止 主要戲份在第8集鈕祜祿·鈴兒及福長安於第16集之回憶中 與安姓太醫私通一說乃太上皇之說法，但「安」一字實指福長安，太醫一說只為包庇之而虛構 企圖於懸崖自盡時被福長安救下，與之邂逅 初戀情人早已於入宮前戰死沙場 |
| 陳自瑤 | 劉佳·晴兒     | 諴妃 嘉親王側福晉→諴妃 38歲 嘉庆帝之妃嬪 鈕祜祿·鈴兒之天敵，後和好 於第13集發現懷孕 於第24集被嘉慶帝因為保護皇貴妃而推跌並流產 於第27集被穎貴太妃冤枉自己陷害皇貴妃，後被皇貴妃洗冤，並與其和好 |
| 李施嬅 | 鈕祜祿·鈴兒   | 皇貴妃 嘉親王側福晉→贵妃→皇貴妃 34歲 綿寧之繼母，因對喜塔臘·淑容有愧而對其子綿寧視如己出 與喜塔臘·淑容情同姊妹 得知喜塔臘·淑容與人私通，勸其回頭時與其發生口角，導致門外之太上皇得悉此事 長媚之好友 劉佳·晴兒之天敵，後和好 於第21集發現懷孕 於第26集為保護嘉慶而流產 於第27集幫諴妃洗冤並與其和好 |
| 蕭凱欣 | 侯佳氏        | 華妃 嘉慶帝之妃嬪 |
| 何艷娟 | 鈕祜祿氏      | 如嬪 12歲 嘉慶帝之妃嬪 于第24集被諴妃掌掴 |
| 馮秀華 | 惠 嬪         | 嘉慶帝之妃嬪 於第3集因討論朝政被諴妃掌摑，扣罰三個月月俸 |
| 文雅   |               | 貴人 嘉慶之妃嬪 |
| 陳婉婷 |               | 貴人 嘉慶之妃嬪 |
| 林泳淘 |               | 貴人 嘉慶之妃嬪 |
| 陳山聰 | 富察·福長安   | 福都統、福部堂 約39歲 鑲白旗滿洲都統 漕運總督 乾隆帝之私生子 福康安同母異父之弟 明亮無之继堂弟 繼姑母為乾隆元配孝賢皇后，孝賢皇后之继侄子兼继子 永璇、永瑆、固倫和靜公主、嘉慶帝同父異母之弟 永璘、双双同父異母之兄 深得乾隆帝寵信 與和珅亦敵亦友 喜塔臘·淑容之叔仔，曾與喜塔臘·淑容私通 與第2集登場，並被乾隆調至甘肅 於第4集受和珅之託，將密函送往給東印度公司史丹利先生，卻在途中被收到嘉慶聖旨的十七貝勒永璘攔截回京 於第5集為求自保，出賣和珅與文武百官的貪污證據 於第12集查出嘉慶帝為殺害大哥的真兇 假意投誠嘉慶，實靜待機會報仇 與長媚合謀使和琳自盡 於第22集被和珅知道與淑容通姦之事，被其利用殺死手下，放走和珅 於第24集被嘉慶殺死未遂，被怡親王救出並叫自己隱居及告訴其身世 於第28集被嘉慶放走（原嘉慶打算殺之，後被綿寧提醒乾隆帝的教誨） |
| 張頴康 | 愛新覺羅·永璘 | 十七貝勒 32歲 乾隆帝之十七子 養母為穎貴太妃、生母為孝儀純皇后 嘉慶帝、固倫和靜公主之胞弟 颙琰、永璇、永瑆同父異母之弟 雙雙同父異母之兄 於第4集登場 於第27集被嘉慶封為親王 於第28集得知嘉慶為剷除和珅的一切，最後離開其，並告訴其是自己此生最想忘記的 |
| 何雁詩 | 愛新覺羅·雙雙 | 固倫和孝公主、十公主 24歲 乾隆帝之十女，在一眾子女中最受其寵愛 惇妃之女 豐紳殷德之妻 福恩之母 永璇、永瑆、固倫和靜公主、嘉慶帝、福長安、永璘同父異母之妹 參見和府 |
| 楊凱博 | 愛新覺羅·綿寧 | 二阿哥→皇太子→道光帝（嘉慶帝死後） 17歲 嘉慶帝、孝淑皇后之嫡長子 乾隆帝之孫 铃兒之继子 穎貴太妃之继孫子 永璇、永瑆、固倫和靜公主、福長安、永璘、双双、豐紳殷德之侄子 福恩之表哥 於第24集被和珅擄走，後被那彥成救回 |

### 和府
| 演員           | 角色            | 暱稱／關係 |
| 陳展鵬         | 鈕祜祿·和珅     | 本劇終極大反派 和中堂 48歲 九門提督／文華殿大學士（正一品）／內務府總管／領班軍機大臣／步軍統領 馮霽雯、長媚、吳卿憐、納蘭、豆蔻之夫 深爱豆蔻 乾隆帝之寵臣兼亲家公，後便成為天敵 豐紳殷德之父，與其不和 福恩之祖父 與永璇勾結 嘉慶帝之天敵，與其互相鬥爭 和琳之兄 於第3集險被乾隆活埋，最後因乾隆心軟而放過他 於第4集派遣福長安送密函給東印度公司代表史丹利 於第21集到天津設計漕幫內亂 於第27集與豆蔻成親 於第28集偽造乾隆之遺詔，並企圖藉此迫使嘉慶退位，但最後因嘉慶展示乾隆真正的遺詔上寫著「時辰到，殺和珅」而決定履行遺詔懸樑自盡 |
| 關宛珊         | 馮霽雯          | 大夫人 和珅之元配妻子 豐紳殷德之母 双双之家姑 福恩之祖母 於第4集提及十五年前（乾隆四十九年）因身染重病在和珅懷裏病逝 |
| 姚子羚         | 長 媚           | 二夫人 和珅之二夫人 豐紳殷德之二娘 双双之二家姑 福恩之二嫲嫲 鈴兒之好友 和珅元配妻子去世後在府中主持大局 喜打扮成西洋人，煮咖啡（洋人苦茶）給和珅喝 聰明能幹，常協助和珅處理事情 唆使福長安去讓和琳自殺主謀 為取得嘉慶信任而服下七日穿心丹 於第26集中毒身亡 |
| 王靖怡         | 吳卿憐          | 三夫人 30歲 和珅之三夫人 |
| 黃 欣          | 納 蘭           | 四夫人 和珅之四夫人 |
| 陳偲穎（童年） | 豆 蔻           | 豆蔻姑娘 和珅之紅顏知己，亦常為其辦事 後為和珅第三任妻子、五夫人 和珅最愛的女子 買賣消息生意人 孤兒，多年前被滅門，後得知仇人是和珅 協助白蓮教 於第19集被謝竟成捉去，要她指認和珅，被林根所救 於第22集離開和珅，發現常冬在漕幫 於第27集與和珅拜堂成親 喝過和珅的合巹酒後中毒，後被放走 最後得知和珅死訊後投江自盡 |
| 唐詩詠         | 豆 蔻           | 豆蔻姑娘 和珅之紅顏知己，亦常為其辦事 後為和珅第三任妻子、五夫人 和珅最愛的女子 買賣消息生意人 孤兒，多年前被滅門，後得知仇人是和珅 協助白蓮教 於第19集被謝竟成捉去，要她指認和珅，被林根所救 於第22集離開和珅，發現常冬在漕幫 於第27集與和珅拜堂成親 喝過和珅的合巹酒後中毒，後被放走 最後得知和珅死訊後投江自盡 |
| 彭懷安         | 鈕祜祿·和琳     | 和總督 和珅之弟 馮霽雯、長媚、吳卿憐、納蘭之叔仔 豐紳殷德之叔父 駐守山東 於第11集因其當年欲清除白蓮教時炸毀堤壩令眾多無辜百姓死亡而被福長安捉拿 於第14集獄中自殺 |
| 魯振順         | 劉全            | 全叔 66歲 和府管家 蝶衣之紅顏知己 和坤之得力助手，於其及和琳小時候落難時恊助他們 豆蔻之好友，後其得知間接害死其家人，而被其憎恨，後因保護豆蔻逃走而被那彥成殺死 |
| 何廣沛         | 鈕祜祿·豐紳殷德 | 固倫額駙 24歲 密寄署總裁 和珅之子，與其不和 馮霽雯之子 長媚、吳卿憐、納蘭之繼子 和琳之侄子 乾隆帝之女婿 顒琰、永璇、永瑆、永璘、固倫和靜公主之妹夫 固倫和孝公主之夫 福恩之父 於第24集與固倫和孝公主離開京城並隱居 |
| 何雁詩         | 固倫和孝公主    | 固倫和孝公主、十公主 24歲 乾隆之十女 豐紳殷德之妻 福恩之母 和珅、馮霽雯之媳婦 長媚、吳卿憐、納蘭之繼媳婦 顒琰、永璇、永瑆、永璘、固倫和靜公主之皇妹 於第23集因福恩橫死而大受打擊，最後精神錯亂 於第24集與豐紳殷德離開京城並隱居 |
| 劉昶希         | 鈕祜祿·福恩     | 豐紳殷德、固倫和孝公主之子 和珅、冯霁雯之孫 長媚、吳卿憐、納蘭之继孙 乾隆帝之外孫 颙琰、永璇、永瑆、永璘之外甥 固倫和靜公主、拉旺多爾濟之姨甥 於第22集溺斃 |
| 關梓陽         | 元 寶           | 和府下人 |
| 陳芷尤         | 牡 丹           | 和府婢女 |
| 羅欣羚         | 小 翠           | 和府婢女 |

### 朝廷吏宦
| 演員   | 角色                  | 暱稱／關係 |
| 陳展鵬 | 鈕祜祿·和珅           | 和中堂、和大人 文華殿大學士 首席軍機大臣 九門提督／內務府總管 理藩院尚書 於第5集被罷免九門提督與內務府總管之職 參見和府 |
| 胡諾言 | 章佳·那彥成           | 化名謝竟成 35歲 阿桂之孫 那圖之父 於第1集與祖父阿桂密謀刺殺和珅與太上皇乾隆帝，但失敗 被嘉慶指使混入白蓮教當內應 為救綿寧而利用那圖，成功引開劉全的追捕，那圖因拒絕供出父親及綿寧的下落而被劉全及其手下所殺 在那圖死後成為章佳氏唯一傳人，因拒絕屈服於和珅而全家被殺      |
| 李成昌 | 劉 墉                 | 劉中堂、劉大人 體仁閣大學士 軍機大臣／廉訪肅貪國議大臣 刘鐶之之养父兼伯父 嘉慶之重臣兼老師 於第4集提及四年前（嘉慶元年）與和珅前往勸說乾隆交出玉璽於即將登基的嘉慶 於第28集與朱珪離開紫禁城                                                                               |
| 洋     | 紀曉嵐                | 紀中堂、紀大人 禮部尚書（從一品） 嘉慶之重臣兼老師 |
| 羅樂林 | 朱 珪                 | 朱大人 吏部尚書（從一品） 嘉慶之重臣兼老師 於第4集提及八年前（乾隆五十六年）與當年仍為嘉親王的嘉慶微服巡視定永河水災災民，發現和珅將災銀中飽私囊，要向乾隆上疏和珅罪狀，卻被和珅及其黨羽陷害，調至安徽擔任巡撫 於第28集與劉墉離開紫禁城                                   |
| 杜燕歌 | 章佳·阿桂             | 阿將軍 伊犂將軍／武英殿大學士／軍機大臣 那彦成之祖父 嘉慶重臣 於第1集與孫兒那彥成密謀刺殺和珅與太上皇乾隆帝，但失敗，最後自殺 於第4集提及八年前（乾隆五十六年）與當時調至安徽當巡撫的朱珪約定，等朱珪回京之日要同飲三天三夜                                               |
| 關偉倫 | 他搭拉·蘇凌阿         | 蘇中堂、蘇大人 刑部尚書（從一品） 和琳之丈人 和珅黨羽 因私藏和琳而被判死罪 |
| 李 岡  | 彭元瑞                | 彭大人 工部尚書（從一品） |
| 江富強 | 金士松                | 金大人 兵部尚書（從一品） 和珅黨羽 |
| 李海生 | 沈 初                 | 沈部堂、沈大人 戶部尚書（從一品） 因被豆蔻與林根刺殺而受重傷，最終殉職 |
| 張頴康 | 愛新覺羅·永璘         | 十七貝勒 九門提督 參見大清皇族 |
| 陳山聰 | 富察·福長安           | 福都統、福部堂 鑲白旗滿洲都統 漕運總督 乾隆帝之私生子 參見大清皇族 |
| 何廣沛 | 鈕祜祿·豐紳殷德       | 固倫額駙 密寄署總裁，後兼內務府總管 嘉慶重臣 於第5集接管和珅內務府職責 參見和府 |
| 蔡國慶 | 阿大臣                | 前軍機大臣 |
| 崔錦棠 | 戴衢亨                | 仕讀學士 軍機大臣 |
| 曾健明 | 李侍堯                | 李大人 閩浙總督 和珅黨羽 於第5集提及18年前（乾隆四十六年）還是雲貴總督的李侍堯被順天府尹海寧上書告他貪贓枉法，乾隆派遣和珅與當時為十五貝勒的嘉慶共同調查此事，最後證據確鑿，被判斬監候                                                                                    |
| 曾啟綸 | 吳省蘭                | 吳大人 禮部左侍郎 和珅黨羽 |
| 黃耀煌 | 李 潢                 | 李大人 兵部左侍郎 和珅黨羽 |
| 鄧重謙 | 陳曾希                | 刑部左侍郎 和珅黨羽 向嘉慶承認罪行並供出與劉鐶之 |
| 黃成想 | 穆爾查·成書           | 成大人 戶部右侍郎 和珅黨羽 |
| 陳富勝 | 哈達納喇·玉麟         | 玉大人 詹事 和珅黨羽 |
| 盧偉文 | 李光雲                | 李大人 太僕寺卿 和珅黨羽 |
| 吳展驊 | 蕭一航                | 密寄署副總裁 |
| 霍健邦 | 富察·福康安           | 陝甘總督 富察．福長安之亡兄 姑母為乾隆帝元配孝賢皇后 三年前（乾隆六十年）被嘉慶帝浸死 |
| 袁文傑 | 博爾濟吉特·拉旺多爾濟 | 札薩克親王 蒙古親王 固伦和静公主之夫 穎貴太妃之堂弟 武功不下於白蓮教主王聰兒 於第4集登場 於第18集嘉慶帝為打擊穎貴太妃實力而以其干犯大不敬之罪褫奪其親王封號，勒令其返回蒙古 於第26集奉和珅之命攔截永璘 於第27集被朱珪俘虜，為保命而指證和珅和穎貴太妃，但被嘉慶監禁在獄中 |
| 袁鎮業 | 博托鄂                | 副將 福長安之親信兼部下 和珅黨羽 於第2集登場 於第22集因福長安被和珅要脅而被福長安灌醉後殺死 |
| 蔡國威 | 劉鐶之                | 順天府府尹 劉墉之養子兼姪子 於第7集因查封貪官畢沅府邸時私藏財寶《肚痛帖》而沒上報朝廷，最後被劉墉大義滅親，遭嘉慶帝處死 |
| 王俊棠 | 富察·明亮             | 副將，駐守山東 福康安、福長安之堂兄 姑母為乾隆帝元配孝賢皇后 和琳之部下 被福長安勸服其出賣和琳 |
| 煒 烈  | 耆 津                 | 耆參領 前鋒營參領 和珅黨羽 於第27集被殺 |

### 內務府
| 演員   | 角色   | 暱稱／關係 |
| 陳榮峻 | 曹進喜 | 曹公公 養心殿總管太監 乾隆帝之近身太監 武功深不可測 被乾隆任命為血滴子之首領 於第27集給予和珅乾隆遺詔 於第28集向嘉慶交代乾隆遺詔一事 |
| 戴耀明 | 小德子 | 總管太監 嘉慶帝之近身太監 武功深不可測                                                                                               |
| 祝文君 | 方嬤嬤 | 穎貴太妃之近身侍婢 於第27集連同穎貴太妃自殺身亡                                                                                      |
| 張韋怡 | 雪 瑩  | 諴妃之近身侍婢 |
| 譚焯升 | 常 春  | 養心殿太監 因偷喝乾隆的酥油茶而中嘉慶下的劇毒，最終被嘉慶滅口                                                                        |
| 李日昇 | 常 冬  | 養心殿太監 曹進喜之乾兒子 於第26集被曹進喜忍痛滅口以保守秘密                                                                         |
| 曹思詩 | 秋 月  | 皇貴妃貼身宮女 |
| 馮子森 | 長 泰  | 太監 |
| 余應彤 | 長 祿  | 太監 |
| 楊家寶 |        | 宮女 |
| 焦浩軒 |        | 太監 |
| 吳綺珊 |        | 宮女 |
| 范仲   |        | 太監 |

### 白蓮教
| 演員                    | 角色        | 暱稱／關係 |
| 黃煒溏                  | 齊 林       | 白蓮教前任教主 王聰兒之夫，武功尤在其之上 於第5集自知命不久矣而自行震斷經脈了斷 |
| 趙希洛                  | 王聰兒      | 白蓮教教主，武功天下無敵 齊林之妻 於第4集登場，喬裝成雜技團員，要暗殺和珅 於第27集被過千清兵圍勦時因功力耗盡而自殺身亡 |
| 李 嘉                   | 姚之富      | 白蓮教二堂主 於第4集登場，喬裝成雜技團員，要暗殺和珅 於第18集因為和謝竟成互咬是奸細被栽贓，中王聰兒劈空掌而死 |
| 李天縱 （配音：詹健兒） | 葉青青      | 白蓮教教徒 王聰兒之助手 於第27集被清兵圍勦時與王聰兒一同自殺身亡 |
| 胡諾言                  | 章佳·那彥成 | 化名謝竟成 謝大哥（王聰兒、葉青青和白蓮教教徒專稱） 阿桂之孫 那圖之父 於第1集與祖父阿桂密謀刺殺和珅與太上皇乾隆帝，但失敗 被嘉慶指使混入白蓮教當內應 與朱珪有書信來往 於第15集被姚之富打致重傷掉下井生還 於第17集使計令眾人誤會姚之富是內奸 於第18集捉走豆蔻欲勸其背叛和珅，但被其逃脫 於第19集被識穿是內奸 參見朝廷吏宦 |
| 方紹聰                  |             | 手下 |

### 其他演員
| 演員   | 角色     | 暱稱／關係 |
| 張文慈 | 蝶 衣    | 蝶衣姑娘 西藏姑娘 酒館老闆娘 劉全之知己 於第21集為救福恩，被那竟成射箭而死在劉全懷裡 |
| 譚坤倫 | 林 根    | 豆蔻之好友 暗戀豆蔻 於第3集登場 於第24集離開豆蔻 |
| 趙璧渝 | 窩窩頭   | 豆蔻之丫鬟 |
| 布偉傑 | 史丹利   | 英國東印度公司代表（第1集） |
| 關浩揚 | 沙惟一   | 太醫（第2、3集） |
| 陳勉良 | 徐景雲   | 首席御醫（第2、6集） |
| 邵卓堯 | 錢 景    | 太醫（第2、3集） |
| 莫偉文 | 尼瑪次旦 | 藏族神醫（第2集） |
| 陳狄克 | 玄 珍    | 盲眼神算（第3、27集） 三年前，乾隆與和珅、曹進喜微服出巡視察民情，途經天津五道灣胡同時，乾隆被玄珍「洞悉天機，知命立命」的招牌吸引，向玄珍問卦和珅該不該殺，只是礙於和珅在旁，所以決定日後再問答案 三年後，和珅替乾隆找來玄珍，得到「該殺」之答案，隨後乾隆又向玄珍問卦要殺和珅成不成，但玄珍卻答「不成」 |
| 李嘉晉 | 正 勇    | 十七貝勒永璘之部下 被和珅收買 |
| 李漫芬 |          | 劉鐶之之妻 刘墉之侄媳妇 |
| 劉桂芳 |          | 劉墉之弟婦 劉鐶之之母 |
| 周梓盈 |          | 劉鐶之之女 刘墉之侄孙女 |
| 黃穎君 |          | 豆蔻之亡母 |
| 尹樂瞳 | 笑 笑    | 常春之妹 于第7集被杀死 |
| 陳靖雲 | 卓 瑪    | 蝶衣之助手 |
| 吳嘉儀 | 晴 雯    | |
| 黃榮燊 | 琳 兵    | |
| 張漢斌 |          | 說書人 |
| 鄧永健 |          | 初手下 |
| 姚宏遠 |          | 初手下 |
| 陳俊堅 |          | 侍衛 |
| 利穎怡 |          | 白蓮教教徒 |
| 曾海昌 |          | 清兵 |
| 鬼 塚  |          | 占卜師 |
| 鄭恕峰 | 古川     | 漕幫青運堂堂主（第21-24集） 於第24集被永瑆刺殺 |

## 歷史考證
- 劇中的嘉慶帝性格兇殘、多疑、陰險、易怒，與歷史上的嘉慶帝性格不符，歷史上的他的性格溫和，故身後廟號為仁宗。嘉慶帝的體型肥胖（相傳為清朝皇帝中最胖者），劇中身型瘦削和史實不符。[4]（本劇與張保仔一樣，將嘉慶帝描寫成為一個心腸歹毒、魚肉百姓的暴君及反派角色。）
- 劇中福長安為乾隆私生子，但實際上野史流傳其兄福康安為乾隆所出（且無確切證據），福長安的身世並無可疑。
- 劇中和珅在乾隆駕崩（第4集）後24天伏法，但歷史記載和珅在太上皇駕崩（正月初三）後五天（正月初八）被捕，再於十日後（正月十八）被賜自盡。以劇情每集一天計算，若第1集為和珅死前第28日，乾隆理應在第13集駕崩。
- 第一集中，乾隆帝重臣武英殿大學士兼首席軍機大臣章佳・阿桂企圖暗殺和珅，當時為嘉慶三年，但阿桂實早於嘉慶二年病逝。[5]
- 第一集，嘉慶帝次子道光帝綿寧以小孩形象登場，當時為嘉慶三年，但當時綿寧實已年過十七，絕不會是一個小孩。
- 劇中的鈕祜祿氏（如嬪）生年為1787年，而劇情述的為嘉慶三年（約1799），當時鈕祜祿氏年紀應只有十一至十二歲左右，但劇中鈕祜祿氏的飾演者何艷娟真人已為25歲。
- 劇中孝和睿皇后鈕祜祿氏與和裕皇貴妃劉佳氏年齡相仿，但孝和睿皇后其實比和裕皇貴妃年幼15歲，和裕皇貴妃更難會向孝和睿皇后自稱妹妹。
- 歷史上豆蔻是和珅的妾室，并為其生下一女，並不是劇中尚未成婚。
- 嘉慶十五年，豐紳殷德病故，遺下與妾侍之間生有之二女，嘉慶帝為免和孝公主孤苦無依，安排和孝公主以養子福恩為嗣，但劇中於嘉慶三年已有福恩作為二人之子。[6]
- 清朝恭毅伯李侍堯於第一集出現，當時為嘉慶三年，但李侍堯早於乾隆五十三年逝世。
- 第二集，出現嘉慶帝後宮惠嬪被嘉慶帝責罰，但嘉慶帝並無惠嬪，亦無任何以惠為徽號之妃嬪。
- 嘉慶帝確有華妃侯佳氏，但當時為嘉慶四年，侯佳氏應為瑩嬪，嘉慶六年才晉妃改號為華妃。
- 第二集，和珅稱儀親王永璇為道光帝綿寧之皇叔，但實為皇伯。
- 第三集中，穎貴妃巴林氏曾出現於乾隆帝於乾隆四十二年崇慶皇太后薨逝之回憶中。但當時巴林氏並非貴妃，而是穎妃，巴林氏於嘉慶三年才由太上皇穎妃晉為太上皇穎貴妃。
- 第四集中，十七貝勒永璘稱其養母穎貴妃巴林氏為皇額娘，但巴林氏位在貴妃，即使是養母，最多亦只能稱額娘。
- 第四集中，和珅嫡妻馮霽雯於和珅於乾隆四十九年的回憶中病逝，但馮氏實於嘉慶三年八月十五中秋節病逝，劇中設定比起事實早上了十四年之多。
- 第四集中，乾隆帝駕崩，鏡頭影出神位為「高宗純皇帝」。但當時為大年初四，乾隆帝甫駕崩，廟號「高宗」謚號「純」亦未定下，所以此神位有誤。
- 第四集中，憶及乾隆四十六年之事，和珅稱嘉慶帝為十五貝勒，雖然嘉慶帝於乾隆五十四年才封嘉親王，但嘉慶帝於此前從未封爵貝勒。貝勒乃僅次郡王之爵位，即使身為皇子未封爵位，但非經皇帝冊封亦不稱貝勒。
- 第四集中，和珅在乾隆帝傳位後遞給嘉慶一份聖旨指出乾隆帝退位後仍保有權力，但聖旨中的內容和和珅當時和嘉慶帝說的完全不同，聖旨中是在說一名宋振永的人升為協辦大學士，除了清朝沒有記載宋振永這個人之外聖旨還出現了簡體字而當時還是清朝。
- 從第一到四集中，多次提到和珅之弟和琳駐守山東，但是和琳早於嘉慶元年過世，並且和琳從未駐守山東。[7]
- 劇中乾隆帝是被嘉慶帝暗中毒殺，史書只謂乾隆帝是自然老死。
- 白蓮教首領王聰兒與起義軍首領姚之富於第四集出場，但姚之富與王聰兒早已於嘉慶三年兵敗相繼跳崖而亡。（第四集當時已為嘉慶四年）[8]
- 第五集中，固倫和靜公主額駙札薩克親王拉旺多爾濟到故地懷緬七公主，憶及乾隆五十四年與之於樹上掛上吊飾，但固倫和靜公主實於乾隆四十年經己去世。
- 於劇中，乾隆帝十七子永璘文韜武略，辦事得力，但據說十七阿哥永璘是眾皇子中最不成器，天天四處搗亂，惹事生非。
- 於劇中，豐紳殷德為嘉慶帝得力大臣，史書中並未有任何提及
- 於劇中，紀曉嵐有份參與嘉慶帝對付和珅，但歷史中紀曉嵐只於參與修編四庫全書一事中與和珅有所關聯，他並未參與對付和珅，相反紀曉嵐和和珅實質上關係友好，為忘年之交
- 乾隆帝皇八子永璇於劇中一直稱儀親王，但永璇在嘉慶四年正月於乾隆帝駕崩後由嘉慶帝晉封時才位及親王，劇中頭幾集只是嘉慶三年，永璇卻已被稱為儀親王
- 第五集中，皇貴妃鈕祜祿氏（即孝和睿皇后）被嘉慶帝發現以服下番紅花致多年無孕。但史實中，孝和睿皇后早於乾隆五十八年誕下皇七女、乾隆六十年誕下三阿哥綿愷。（亦可能本劇是為了凸顯孝和睿皇后與綿寧的繼母子情，因此才描寫孝和睿皇后終生無生育）
- 嘉慶帝指該瓶為「天竺貢品」，但當時印度正被英屬東印度公司管治，應稱為印度，且東印度公司不應向清朝進貢物品。
- 第六集中，眾人描述劉鐶之為劉家九代單傳，但其身分為劉墉之侄子，非單傳之子。而其應在道光元年去世，並非如劇中所說，被嘉慶處斬。
- 第六集中，和珅二夫人與和珅口角，自稱是和珅明媒正娶之妻子，但實質上和二夫人長氏乃和大夫人馮氏逝世後扶正為妻，並非明媒正娶。
- 第六集中，長氏回憶與和珅、乾隆帝、嘉慶帝、鈕祜祿氏同枱暢談之情境，當時乾隆帝還是皇帝、嘉慶帝還是嘉親王，顯示還是乾隆五十四年至乾隆六十年之間之時。但嘉慶帝出席竟不帶嫡妻而帶側室，而乾隆帝亦竟稱鈕祜祿氏為「嘉福晉」（推敲即「嘉親王福晉」）而不稱側福晉。雖然畫面沒標明當時時空的實質年份，但鈕祜祿氏無論於乾隆五十四年還是乾隆六十年亦應只是「嘉親王側福晉」。
- 第14集中，皇貴妃鈕祜祿氏稱與鈕祜祿・和琳情同姐弟，但孝和睿皇后生於乾隆四十一年（1776年）而和琳則生於乾隆十八年（1753年），孝和睿皇后比和琳實質上還要年輕二十三歲。
- 和裕皇貴妃膝下應有其女三公主莊敬和碩公主健在或存在
- 於嘉慶四年，嘉慶帝在世之子女除了皇次子道光帝綿寧，應還有三公主莊敬和碩公主、皇三子綿愷、四公主莊靜固倫公主，三人更是劇中主要後宮孝淑睿皇后、孝和睿皇后、和裕皇貴妃之子女。（亦可能本劇為了強調綿寧身為本劇主要角色的重要性，因此刪減綿愷及二位公主的戲份）
- 第18集中，永璇落入嘉慶設的局，割頸自盡，當時為嘉慶四年，但永璇實於道光十二年逝世，享壽87岁，是清朝最长寿的皇子。[9]
- 第21集中，嘉慶帝及眾大臣稱呼鈕祜祿·福恩為貝子，貝子乃清朝宗室封爵，福恩非宗室也未曾受封過宗室爵位
- 第24集中，在怡親王的回憶中，乾隆帝正告訴他福長安是他私生子那時，稱呼怡親王為永琅，但在怡親王登場那時是寫他是乾隆堂弟，第三任怡親王怡恭親王永琅乃乾隆堂侄而不是堂弟，乾隆堂弟為弘曉，永琅是第二任怡親王怡僖親王弘曉之子。
- 第26集中，乾隆帝第十一子永瑆被嘉慶帝殺死，但史實中永瑆於道光三年三月三十日（1823年5月10日）逝世。
- 第27集中，和珅被賜死，時為正月廿七，但史實中和珅早已於正月十八被賜死。（劇中和珅在正月十八安排替身，穎貴太妃欲毒殺和珅，結果誤中副車毒死替身）
- 劇中劉全被那彥成殺死，歷史上的劉全在嘉慶四年（1799年），時年近七旬。和珅倒台時，與和珅同時入獄，被嘉慶帝宣佈為和珅二十大罪的第二十大罪之首犯。和珅自盡後，被判斬立決，但是在行刑前兩天因穿著單薄，被獄卒潑水而被冷死於獄中。
- 劇中，長媚經常煮咖啡給和珅喝。而在第28集中，和珅自殺前與鈕祜祿·鈴兒齊喝咖啡，但其實咖啡到光緒10年（1884年）才傳入台灣種植，到民國4年（1915年）才在中華大字典出現「咖啡」一詞，均遠晚於嘉慶時期。[10][11]
- 第27集中，劇中的和珅在監獄自殺，但史實中和珅在自己的府邸（今恭王府）上吊自殺。
- 第27集中，劇中的朱珪與劉墉離開紫禁城，但其實史實中二人至死為嘉慶效力

## 收視
本劇於香港無綫電視翡翠台、myTV SUPER7日跨平台及家外媒體總收視之紀錄（2018年7月9日起）：
| 週次 | 集數   | 日期                           | 收視率 | 備註                                                       |
| 1    | 1－5   | 2018年6月25日-6月29日          | 22點   | 星期一至五總收視22.1點                                     |
| 2    | 6－10  | 2018年7月2日-7月6日            | 20點   | 星期一至五總收視20點                                       |
| 3    | 11－15 | 2018年7月9日-7月13日           | 21點   | 星期一至五總收視20.8點                                     |
| 4    | 16－21 | 2018年7月16日-7月22日          | 22點   | 星期一至五總收視22.2點                                     |
| 5    | 22－28 | 2018年7月23日-7月27日，7月29日 | 23點   | 星期一至五總收視22.6點 星期日（第27集–第28集）總收視23.6點 |
| 全劇 | 全劇   | 全劇                           | 22點   | 平均收視21.74點                                            |

## 獎項

### 萬千星輝頒獎典禮2018
| 獎項               | 單位                       | 結果 |
| ------------------ | -------------------------- | ---- |
| 最佳剧集           | 天命                       | 提名 |
| 最佳男主角         | 陳展鵬                     | 提名 |
| 最佳女主角         | 唐詩詠                     | 提名 |
| 最佳男配角         | 陈山聪                     | 提名 |
| 最佳男配角         | 张颕康                     | 提名 |
| 最佳女配角         | 何雁诗                     | 提名 |
| 最佳女配角         | 李施嬅                     | 提名 |
| 最佳女配角         | 姚子羚                     | 提名 |
| 最受欢迎电视男角色 | 鈕祜祿·和珅（陳展鵬 饰）   | 提名 |
| 最受欢迎电视男角色 | 愛新覺羅·顒琰（譚俊彥 饰） | 提名 |
| 最受欢迎电视女角色 | 豆 蔻（唐詩詠 饰）         | 提名 |
| 最受欢迎电视女角色 | 長 媚（姚子羚 饰）         | 提名 |
| 飞跃进步男艺员     | 何广沛                     | 獲獎 |
| 最受欢迎电视歌曲   | 悔别离（主唱：陳展鵬）     | 提名 |
| 专业演员大奖       | 卢宛茵                     | 獲獎 |

### 海外獎項―新加坡2018
| 獎項            | 單位   | 結果             |
| --------------- | ------ | ---------------- |
| 最喜爱TVB剧集   | 天命   | 提名             |
| 最喜爱TVB男主角 | 陈展鹏 | 提名（最後五強） |
| 最喜爱TVB男主角 | 谭俊彦 | 提名             |
| 最喜爱TVB男主角 | 陈山聪 | 提名             |
| 最喜爱TVB女主角 | 唐詩詠 | 提名             |

### 海外獎項―馬來西亞2018
| 獎項            | 單位   | 結果             |
| --------------- | ------ | ---------------- |
| 最喜爱TVB剧集   | 天命   | 提名（最後五強） |
| 最喜爱TVB男主角 | 陈展鹏 | 提名（最後五強） |
| 最喜爱TVB男主角 | 谭俊彦 | 提名             |
| 最喜爱TVB男主角 | 陈山聪 | 提名             |
| 最喜爱TVB女主角 | 唐詩詠 | 提名             |

### 微博星耀盛典2018
| 獎項                 | 單位   | 結果             |
| -------------------- | ------ | ---------------- |
| 微博人气电视剧男主角 | 陈展鹏 | 提名（最後五強） |
| 微博人气急升艺人     | 何广沛 | 提名（最後五強） |

### YAHOO!搜尋人氣大獎2018
| 獎項       | 單位   | 結果             |
| ---------- | ------ | ---------------- |
| 本地电视剧 | 天命   | 提名（最後五強） |
| 电视男艺人 | 陈展鹏 | 獲獎             |
| 人气急星   | 何广沛 | 獲獎             |

## 記事
- 2016年12月13日：此劇於14:30在將軍澳工業村駿才街77號電視廣播城一廠停車場舉行造型記者會。[13]
- 2016年12月29日：正式拍攝
- 2017年1月8日：陳展鵬到中環一間髮型屋為此劇剃頭。[14]
- 2017年2月1日：此劇於14:00在將軍澳工業村駿才街77號電視廣播城十三廠舉行開鏡拜神儀式。
- 2017年2月24日：此劇於14:40在將軍澳工業村駿才街77號電視廣播城古裝街少林寺外進行外景拍攝。
- 2017年3月14日：主要演員出席香港國際影視展宣傳其劇集。
- 2017年4月17日：橫店外景拍攝完成，但仍要回港補拍。
- 2017年5月10日：此劇舉行煞科宴。
- 2018年6月12日：此劇於21:00在將軍澳電視廣播城古裝街舉行「與偶像同台」拍攝探班。
- 2018年6月17日：此劇於14:00在馬鞍山西沙路608號馬鞍山廣場二樓中庭舉行「『和』睦『嘉』興聚天倫」宣傳活動。
- 2018年6月18至22日：此劇獲安排於22:30-22:35於翡翠台播出宣傳節目《「天命」精讀班》。
- 2018年6月21日：此劇於14:00在中環民光街33號香港摩天輪舉行「君臣耀目登場」宣傳活動。
- 2018年6月25日：此劇於20:15在鑽石山龍蟠街3號荷里活廣場一樓明星廣場舉行「搖旗吶喊顯『戲』勢」宣傳活動。
- 2018年7月7日：此劇於15:00在香港仔黃竹坑道55號如心南灣海景酒店U5樓泳池舉行「能者對弈 誰與爭鋒」宣傳活動。
- 2018年7月13日：此劇於14:00在九龍灣啟業商場舉行「微服出巡與民同樂」宣傳活動。
- 2018年7月22日：此劇於20:30-21:30播映第21集，當日為星期日。
- 2018年7月23日：此劇於14:00在馬鞍山鞍祿街18號新港城中心L2天幕廣場舉行「『命』中有您」宣傳活動。
- 2018年7月29日：此劇於20:30-22:30播映兩小時大結局（香港首播版第27集，原裝版第27-28集）。

## 軼事
- 此劇原定於2016年6月開拍，但延至2016年12月才開拍。
- 此劇「愛新覺羅·永璘」原定由黎諾懿飾演，因其妻產子而辭演，後改由張頴康飾演。
- 此劇「嘉慶皇帝」原定由洪永城飾演，因要拍攝《大帥哥》而辭演，後改由譚俊彥飾演；因此此劇成為譚俊彥在無綫電視的首部電視劇兼古裝劇[15][16][17]。
- 此劇是繼《爭分奪秒》、《EU超時任務》後再度以實時描述的電視劇。
- 此劇是繼《張保仔》後再度以清朝嘉慶年代為故事背景。巧合的是陳展鵬、姚子羚和陳山聰均有參與兩劇。
- 此劇是陳展鵬、張文慈、袁文傑繼亞洲電視劇集《我和殭屍有個約會III之永恆國度》後再度合作。
- 此劇是陳展鵬、姚子羚、陳山聰、張國強繼《同盟》後再度合作。
- 部份角色與無綫電視早年劇集《金枝慾孽》的角色有所相同，惟二劇所述的是兩個不同的年份，《金枝慾孽》所述的是嘉慶十五年（1810年），而此劇則述了嘉慶三年（1799年）。
- 劇中陳展鵬與何廣沛飾演父子，但實際上兩人只相差11歲。
- 此劇是陳芷尤在無綫電視的告別作。
- 此劇是陳展鵬繼《ID精英》、《烈火雄心3》、《談情說案》、《蒲松齡》、《情越雙白線》、《讀心神探》、《天眼》後第八度飾演反派，亦是他的暫別作。[18]

## 外部連結
- 天命 - 官方網站 - tvb.com  （页面存档备份，存于）
- 天命 - TVB Youtube （页面存档备份，存于）
- 天命 - TVB FACEBOOK
- 《天命》新劇解構 - TVBUSA （页面存档备份，存于）
- 豆瓣电影上《天命》的資料 （简体中文）

## 電視節目的變遷

### 港澳播放
| 香港 無綫電視翡翠台／ 澳門TVB Anywhere 翡翠台 星期一至五 21:30-22:30                                                  | 香港 無綫電視翡翠台／ 澳門TVB Anywhere 翡翠台 星期一至五 21:30-22:30 | 香港 無綫電視翡翠台／ 澳門TVB Anywhere 翡翠台 星期一至五 21:30-22:30 |
| --- | -------------------------------------------------------------------- | -------------------------------------------------------------------- |
| | 天命 （第1-20、22-26集） （2018.06.25 - 2018.07.20）                 |                                                                      |
| 飛虎之潛行極戰 （2018.05.14 - 2018.06.22）                                                                            | 冒險王衛斯理之無名髮 （2018.07.30 - 2018.08.03）                     |                                                                      |
| 星期日 20:30-21:30 |                                                                      |                                                                      |
| 爸爸的告白 （星期日 20:30-21:00） （2018.07.15）使徒行者 （星期日21:00-23:30） （2018.07.15）                         | 天命 （第21集） （2018.07.22）                                       | 天命（大結局） （香港首播版第27集，原裝版第27-28集） （2018.07.29）  |
| 星期日 20:30-22:30 |                                                                      |                                                                      |
| 天命 （第21集） （星期日20:30-21:30） （2018.07.22）big big channel 大公司週年慶 （星期日21:30-23:30） （2018.07.22） | 天命（大結局） （香港首播版第27集，原裝版第27-28集） （2018.07.29）  | 愛情沒有來的時候 （2018.08.05）                                      |

| 美国 TVB1 黃金劇場 星期一至五 22:00-23:00 東岸時間 | 美国 TVB1 黃金劇場 星期一至五 22:00-23:00 東岸時間 | 美国 TVB1 黃金劇場 星期一至五 22:00-23:00 東岸時間 |
| -------------------------------------------------- | -------------------------------------------------- | -------------------------------------------------- |
|                                                    | 天命 (2019.09.11 - 2019.10.21)                     |                                                    |
| 飛虎之潛行極戰 (2019.07.31 - 2019.09.10)           | 特技人 (2019.10.22 - 2019.11.25)                   |                                                    |

| 美国 TVBe 星期一至五 黃金劇場 時段 16:00-17:00 | 美国 TVBe 星期一至五 黃金劇場 時段 16:00-17:00 | 美国 TVBe 星期一至五 黃金劇場 時段 16:00-17:00 |
| ---------------------------------------------- | ---------------------------------------------- | ---------------------------------------------- |
|                                                | 天命 （2018-06-25 - 2018-07-29）               |                                                |
| 飛虎之潛行極戰 （2018.05.14 - 2018.06.22）     | 7日羅曼史 (2018.07.30 - 2018.08.02)            |                                                |

### 港澳以外地區播放
| 马来西亚 Astro AOD、Astro AOD HD 逢星期一至五 21:30-22:15 · 7月22日 20:30-21:15 · 7月29日 20:30-22:00 | 马来西亚 Astro AOD、Astro AOD HD 逢星期一至五 21:30-22:15 · 7月22日 20:30-21:15 · 7月29日 20:30-22:00 | 马来西亚 Astro AOD、Astro AOD HD 逢星期一至五 21:30-22:15 · 7月22日 20:30-21:15 · 7月29日 20:30-22:00 |
| --- | --- | --- |
| | 天命 （2018-06-25 - 2018-07-29）                                                                      | |
| 飛虎之潛行極戰 （2018-05-14 - 2018-06-22）                                                            | 特技人 （2018-08-06 - 2018-09-07）                                                                    | |

| 新加坡 HUB戲劇首選 逢星期一至五 21:30-22:30 · 7月22日 20:30-21:30 · 7月29日 20:30-22:30 | 新加坡 HUB戲劇首選 逢星期一至五 21:30-22:30 · 7月22日 20:30-21:30 · 7月29日 20:30-22:30 | 新加坡 HUB戲劇首選 逢星期一至五 21:30-22:30 · 7月22日 20:30-21:30 · 7月29日 20:30-22:30 |
| --------------------------------------------------------------------------------------- | --------------------------------------------------------------------------------------- | --------------------------------------------------------------------------------------- |
|                                                                                         | 天命 （2018-06-25 - 2018-07-29）                                                        |                                                                                         |
| 飛虎之潛行極戰 （2018-05-14 - 2018-06-22）                                              | 特技人 （2018-08-06 - 2018-09-07）                                                      |                                                                                         |

| 澳洲 無綫翡翠台 星期二至六 20:30 - 21:30   | 澳洲 無綫翡翠台 星期二至六 20:30 - 21:30 | 澳洲 無綫翡翠台 星期二至六 20:30 - 21:30 |
| ------------------------------------------ | ---------------------------------------- | ---------------------------------------- |
|                                            | 天命 （2018-06-26 - 2018-07-30）         |                                          |
| 飛虎之潛行極戰 （2018-05-15 - 2018-06-23） | 特技人 （2018-08-07 - 2018-09-08）       |                                          |

| HUB娛家戲劇台 劇集首映 每晚 19:00 - 20:00 | HUB娛家戲劇台 劇集首映 每晚 19:00 - 20:00 | HUB娛家戲劇台 劇集首映 每晚 19:00 - 20:00 |
| ----------------------------------------- | ----------------------------------------- | ----------------------------------------- |
|                                           | 天命 （2018-08-07 - 2018-09-03）          |                                           |
| 逆緣 （2018-07-03 - 2018-08-06）          | BB來了 （2018-09-04 - 2018-09-23）        |                                           |

| 越南 SCTV9 星期一至五 20:00－21:00         | 越南 SCTV9 星期一至五 20:00－21:00    | 越南 SCTV9 星期一至五 20:00－21:00 |
| ------------------------------------------ | ------------------------------------- | ---------------------------------- |
|                                            | 天命 （2018-06-25 - 2018-07-29）      |                                    |
| 飛虎之潛行極戰 （2018-05-14 - 2018-06-22） | 7日羅曼史 （2018-07-30 - 2018-08-03） |                                    |

| 马来西亚 Astro華麗台、Astro華麗台HD 星期一至五 21:30－22:30 時段 | 马来西亚 Astro華麗台、Astro華麗台HD 星期一至五 21:30－22:30 時段 | 马来西亚 Astro華麗台、Astro華麗台HD 星期一至五 21:30－22:30 時段 |
| ---------------------------------------------------------------- | ---------------------------------------------------------------- | ---------------------------------------------------------------- |
|                                                                  | 天命 （2019-09-18 － 2019-10-25）                                |                                                                  |
| 飛虎之潛行極戰 （2019-08-07 － 2019-09-17）                      | 鐵探 （2019-10-28 － 2019-12-09）                                |                                                                  |

| 马来西亚 八度空间 TVB之最 星期六至日 19:00－20:00 · 2020年10月24日 19:06 - 20:00、21:00 - 21:06（20:00 - 21:00 直播八度空间华语新闻） · 2020年10月31日 19:08 - 20:00、21:00 - 21:06（20:00 - 21:00 直播八度空间华语新闻） | 马来西亚 八度空间 TVB之最 星期六至日 19:00－20:00 · 2020年10月24日 19:06 - 20:00、21:00 - 21:06（20:00 - 21:00 直播八度空间华语新闻） · 2020年10月31日 19:08 - 20:00、21:00 - 21:06（20:00 - 21:00 直播八度空间华语新闻） | 马来西亚 八度空间 TVB之最 星期六至日 19:00－20:00 · 2020年10月24日 19:06 - 20:00、21:00 - 21:06（20:00 - 21:00 直播八度空间华语新闻） · 2020年10月31日 19:08 - 20:00、21:00 - 21:06（20:00 - 21:00 直播八度空间华语新闻） |
| --- | --- | --- |
| | 天命 （2020-10-24 － 2021-01-24） | |
| 飛虎之潛行極戰 （2020-07-11 － 2020-10-18） | 大帅哥 （2021-01-30 － 2021-05-16） | |